# Santa María del Rosario
Santa María del Rosario là một đô thị thuộc bang Oaxaca, México. Năm 2005, dân số của đô thị này là 441 người.